# Сицилијанско позориште лутака
Сицилијанско позориште лутака (сиц. Òpira dî pupi) познато је италијанско луткарско позориште које приказује средњовековна књижевна дела као што је франачка романтична Песма о Роланду или италијанску ренесансну песму као што је Бесни Орландо, али и животе светаца и славних бандита. Као једна од карактеристичних културних традиција Сицилије, настала је почетком 19. века и одмах постала јако популарна међу радничком класом острва. Али, оно има корене у сицилијанској традицији под називом cantastorî („певачи прича”) који потичу из провансалске трубадурске традиције која се појавила на Сицилији за време владавине Фридриха II, цара Светог римског царства, током прве половине 13. века.
Дијалози и извођење овог позоришта увелико се заснивају на импровизацијама самих луткара. Постоје две главне сицилијске школе које се разликују углавном величином и обликом марионета, начинима како се њима управља и разновршношћу шарених сценографија; то су школе у Палерму и Катанији.
Ово је у прошлости био породични посао у којем се цела породица бринула да се стране кола које вуку магарци украсе замршеним, осликаним сценама, као и да се ручно направе марионете од дрвета које су славне по својим снажним експресијама. Луткарске породице су се такође јако трудиле да надмаше извођења других скупина, што је снажно утицало на њихову публику. У прошлости су њихова извођења знала да трају по неколико ноћи и биле су права друштвена окупљања. Због тога је сицилијанско позориште лутака проглашено нематеријалном светском баштином 2001. године, а 2008. је и уписано на UNESCO-в списак нематеријалне Светске баштине у Европи.
Господарски и друштвени потреси узроковани изненадним господарским процватом 1950-их имали је поразан учинак на ову традицију. У то време, слични облици позоришта у другим деловима Италије су нестали, како би се поновно појавили тек двадесетак година касније. Сицилијанско позориште је једини пример непрекинуте традиције ове врсте позоришта. Због тренутних господарских потешкоћа луткари више не могу да живе искључиво од своје уметности, што их је потакло да се окрену уноснијим занимањима. Данас постоји само неколико породичних трупа које одржавају традицију, често само за туристе, што је допринело смањењу квалитета извођења. Не постоје више велике историјске породице луткара као што су биле породице Греко из Палерма, Канино из Чинизија; Крими, Тромбета и Наполи из Катаније, Пениси и Макри из Ачиреалеа, Профета из Ликате, Гаргано и Грасо из Агриђента. Међутим, сачуван је велики број лутака које се могу видети у најбогатијој збирци великих марионета у Интернационланом музеју марионета Антонио Паскуалино и Етнографском музеју Сицилије Ђузепе Питре у Палерму. Остале лепе и значајне марионете су изложене у Општинском музеју Ваглијасинди у Рандацу.